# Jochanan bar Nappacha
Jochanan ([Gott ist gnädig, gräzisiert: Johannes], R. Jochanan bar (oder: ben) Nappacha (der Schmied) (hebräisch יוחנן בר נפחא Joḥanan bar Nafḥa), gewöhnlich einfach Rabbi Jochanan; geboren um 180 in Sepphoris; gestorben um 279) war ein, in der römischen Provinz Syria Palaestina lebender Amoräer der zweiten Generation.

## Leben
Er wirkte in Galiläa und schuf (laut Maimonides) mit seiner Schule die Grundlage des Talmud Jeruschalmi (pal. Talmud). Seine Lehrer waren besonders Jannai, Hoschaja und Chanina bar Chama und eventuell auch Jehuda ha-Nasi. Unter seinen Zeitgenossen ragt Simeon ben Lakisch hervor; ein weiterer Zeitgenosse war auch Rab Jehuda bar Jechezqel (Pes 118a).
Jochanan lehrte anfangs in seiner Geburtsstadt Sepphoris, später in Tiberias in dem von ihm gegründeten Lehrhaus. Er soll 80 Jahre Schulhaupt (malakh) gewesen sein, bevor er (angeblich) 279 starb.
Seine Schüler waren u. a. Abbahu, Ammi, Assi II., Eleasar ben Pedat, Jose ben Chanina, Chijja II. und Simeon ben Abba. Seine Disputationen mit seinem Schwager Resch Laqisch in Tiberias sind für die talmudische Dialektik (Pilpul) maßgeblich geworden.
Jochanan ist auch bekannt für seine Hochschätzung der tannaitischen Quellen; zu seinen halachischen Kommentaren zog er sowohl die Mischna wie auch Baraitot heran. Jochanan entwickelte dabei folgende Ansichten: Bis auf drei Ausnahmen folge die Halacha der Meinung Gamaliels II.; die Ansicht Rabbi Jehudas sei der Rabbi Meirs, die Rabbi Joses der Rabbi Jehudas vorzuziehen; die Halacha entspreche immer der anonymen Mischna.